# إدوارد بينز
إدوارد بينز (بالإنجليزية: Edward Binns) مواليد 12 سبتمبر 1916 في فيلادلفيا، الولايات المتحدة - الوفاة 4 ديسمبر 1990 في نيويورك، الولايات المتحدة، هو ممثل أمريكي بدأ مسيرته الفنية سنة 1948. امتدت مسيرته الفنية لأكثر من 40 عاما.

## الأعمال
- 12 رجلا غاضبا
- شمالا إلى الشمال الغربي
- حكم في نورمبرغ
- باتون
- الحكم

## روابط خارجية
- إدوارد بينز على موقع IMDb (الإنجليزية)
- إدوارد بينز على موقع ميتاكريتيك (الإنجليزية)
- إدوارد بينز على موقع روتن توميتوز (الإنجليزية)
- إدوارد بينز على موقع قاعدة بيانات الأفلام العربية
- إدوارد بينز على موقع ألو سيني (الفرنسية)
- إدوارد بينز على موقع تيرنر كلاسيك موفيز (الإنجليزية)
- إدوارد بينز على موقع أول موفي (الإنجليزية)
- إدوارد بينز على موقع قاعدة بيانات برودواي على الإنترنت (الإنجليزية)
- إدوارد بينز على موقع قاعدة بيانات برودواي على الإنترنت (الإنجليزية)
- إدوارد بينز على موقع قاعدة بيانات الأفلام السويدية (السويدية)